# Yehoshua Feigenbaum
Yehoshua Feigenbaum   (Àustria, 5 de desembre de 1947) fou un futbolista israelià de la dècada de 1970 i entrenador.
Fou 50 cops internacional amb la selecció israeliana amb la qual participà en la Copa del Món de Futbol de 1970. Pel que fa a clubs, defensà els colors de Hapoel Tel Aviv FC la major part de la seva carrera.